# Фуентес-де-Руб'єлос
Фуентес-де-Руб'єлос (ісп. Fuentes de Rubielos) — муніципалітет в Іспанії, у складі автономної спільноти Арагон, у провінції Теруель. Населення — 127 осіб (2010).
Муніципалітет розташований на відстані близько 260 км на схід від Мадрида, 45 км на південний схід від міста Теруель.

## Демографія
Динаміка населення (INE ):